# The Tell-Tale Blotter
The Tell-Tale Blotter è un cortometraggio muto del 1909. Il nome del regista non viene riportato nei credit,

## Produzione
Il film fu prodotto dalla Essanay Film Manufacturing Company.

## Distribuzione
Uscì nelle sale cinematografiche USA il 24 febbraio 1909.